# Перен-Огмонтель
Пере́н-Огмонте́ль (фр. Payrin-Augmontel, окс. Pairin e Aut Montel) — коммуна во Франции, находится в регионе Юг — Пиренеи. Департамент — Тарн. Входит в состав кантона Мазаме-1. Округ коммуны — Кастр.
Код INSEE коммуны — 81204.

## География

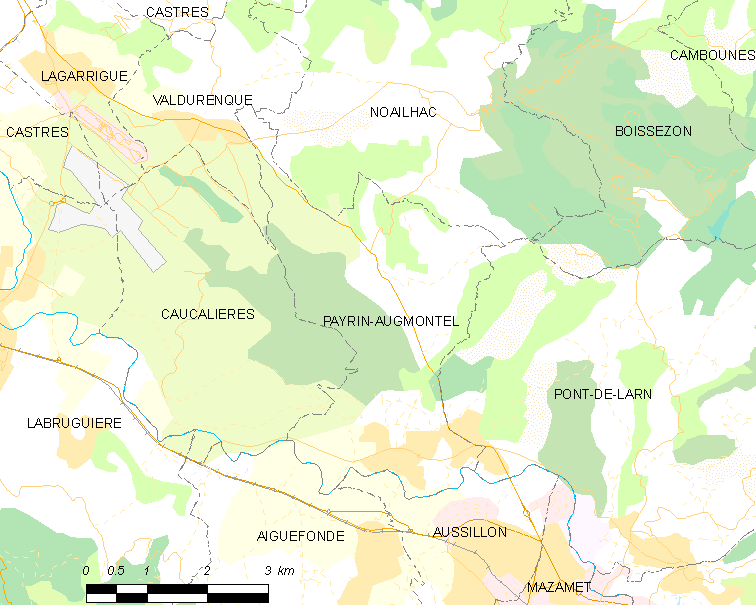
Карта коммуны

Коммуна расположена приблизительно в 600 км к югу от Парижа, в 75 км восточнее Тулузы, в 50 км к югу от Альби.
На юге коммуны протекает река Торе.

## Климат
Климат умеренно-океанический. Зима мягкая и дождливая, лето жаркое с частыми грозами. Ветры довольно редки.

## Население
Население коммуны на 2010 год составляло 2188 человек.
| 1962 | 1968 | 1975 | 1982 | 1990 | 1999 | 2010 |
| ---- | ---- | ---- | ---- | ---- | ---- | ---- |
| 1126 | 1208 | 1452 | 1752 | 2028 | 2004 | 2188 |

## Администрация
| Период | Период | Фамилия      | Партия                              | Примечания |
| ------ | ------ | ------------ | ----------------------------------- | ---------- |
| 1989   | 2008   | Жан-Луи Анри | Французская коммунистическая партия |            |
| 2008   | 2020   | Ален Вот     | Социалистическая партия             |            |

## Экономика
В 2007 году среди 1390 человек в трудоспособном возрасте (15—64 лет) 966 были экономически активными, 424 — неактивными (показатель активности — 69,5 %, в 1999 году было 68,2 %). Из 966 активных работали 873 человека (471 мужчина и 402 женщины), безработных было 93 (35 мужчин и 58 женщин). Среди 424 неактивных 114 человек были учениками или студентами, 189 — пенсионерами, 121 были неактивными по другим причинам.